# 不來梅火車總站
不來梅火車總站（德語：Bremen Hauptbahnhof）是德國鐵路的一座車站，設於德國不來梅。不來梅火車總站每天進出人次約120,000人，也是不來梅最繁忙的鐵路車站。

## 歷史
不來梅火車總站於1847年開幕。
20世紀90年代末和21世紀初，不來梅火車總站進行大裝修，將兩個分離隧道合併成單一廣場。自1973年以來，不來梅火車總站受到古蹟保護法保護。月台預計將在2008年開始翻新，成本預計為12,600,000歐元。